# ان لاک، باک گیانگ
ان لاک، باک گیانگ (به لاتین: An Lạc, Bắc Giang) یک منطقهٔ مسکونی در ویتنام است که در استان باک گیانگ واقع شده‌است.